# Christelle Daunay
Christelle Daunay (Le Mans, 5 dicembre 1974) è una maratoneta e mezzofondista francese.

## Palmarès
| Anno | Manifestazione  | Sede           | Evento        | Risultato | Prestazione | Note                                     |
| ---- | --------------- | -------------- | ------------- | --------- | ----------- | ---------------------------------------- |
| 2006 | Europei         | Göteborg       | 10000 m piani | 16ª       | 32'15"54    |                                          |
| 2008 | Giochi olimpici | Pechino        | Maratona      | 20ª       | 2h31'48"    |                                          |
| 2011 | Mondiali        | Taegu          | 10000 m piani | 12ª       | 32'22"20    |                                          |
| 2013 | Mondiali        | Mosca          | 10000 m piani | 10ª       | 32'04"44    | Miglior prestazione personale stagionale |
| 2014 | Europei         | Zurigo         | Maratona      | Oro       | 2h25'14"    | Record dei campionati                    |
| 2016 | Europei         | Amsterdam      | 10000 m piani | 13ª       | 33'03"36    |                                          |
| 2016 | Giochi olimpici | Rio de Janeiro | Maratona      | dnf       | dnf         |                                          |